# ヒゲハリスゲ属
ヒゲハリスゲ属 Kobresia は、カヤツリグサ科に含まれる小型の草本の群である。スゲ属に似るが、果胞が袋状にならない。

## 特徴
小形の多年草で、多くのスゲ属と同様、細い葉を根出状に出す。花茎の先に多数の小穂をつける。花序は、大抵は細い穂状花序をなす。
小花は単性。雄花は鱗片に包まれた雄蘂三本からなる。雌花は鱗片の内側に雌蘂があるが、その間、主軸の側にもう一つの鱗片があり、雌蘂を覆うように発達する。その程度は様々で、包み込んでいるだけのものから、反対側で互いに融合して筒状になるもの、更に融合が進んで袋状になり、口の部分が斜めに裂けている程度のものまである。また、果胞の内側から枝が伸びてさらに花をつける例もある。
学名はドイツの植物採集家である Paul de Cobres にちなむ。和名は日本産の種の細くて硬い感じから牧野富太郎が命名したものである。

## 分布と生育環境
ユーラシア大陸の高地と局地に分布する。特にヒマラヤ地方に種が多い。種数は30ほど、ただし文献によって差がある。
日本では北海道と本州の高山にヒゲハリスゲ Kobresia bellardii の一種のみが生育する。

## 他群との関係
上記のように、この属はスゲ属と近縁とされる。
スゲ属は非常に多くの種を有する群で、その重要な特徴として果胞がある。スゲ属の雌花では、外を覆う鱗片の内側に、袋状ないし壺状の膜からなる構造があり、雌蘂はその内側に完全に隠れ、柱頭だけがその先端の穴から出る。この膜状の構造を果胞という。果胞は花被に由来すると考えられたこともあるが、ミヤマジュズスゲのように果胞の内側から新たに枝を伸ばす例があり、むしろ花序の基部の小包に由来すると考えられている。つまり、スゲの雌花ひとつは、本来は複数の花をつける枝であったものが、そのほとんどが退化して雌花ひとつが残り、それが花序の基部にあった前葉に由来する袋に収まり、その基部にあった鱗片に覆われたものと考えられる。
カヤツリグサ科において、このように小花が複数の鱗片に覆われるものはあまりない。その中で、ヒゲハリスゲ属のものはスゲ属のものに構造的にごく近い。しかも、鱗片が完全な果胞の形でなく、背面で開いていること、果胞の内側から枝を出して小花をつけることなど、スゲ属では退化してみられない構造が多く残っている点で、より原始的なものと考えられる。
このような構造を持つ群は、このほかにアフリカ東部の Schoenoxiphium 、オーストラリア・ニュージーランドから南アメリカのウンキニア属 Unchinia があり、まとめてスゲ亜科スゲ連にまとめられる。